# مرکز خرید کاپیتول
مرکز خرید کاپیتول (به ترکی: Capitol Alışveriş Merkezi)، که در سال ۱۹۹۳ در محله آلتونی زاده اوسکودار افتتاح شد، اولین مرکز خرید بزرگ مدرن در بخش آسیایی استانبول ترکیه است.
این مجتمع تجاری که در ۶ طبقه ساخته شده و مساحتی معادل ۷۳۰۰۰ متر مربع را پوشش می‌دهد، دارای ۱۵۷ فروشگاه خرده فروشی، یک فروشگاه بزرگ و یک سوپرمارکت MMM Migros، ۸سالن سینما، رستوران‌های فست فود، کافه تریا، سالن بولینگ و مرکز سرگرمی است. رادیو کاپیتول، یک ایستگاه رادیویی خصوصی که از این مجموعه پخش می‌شود، نیز در آن قرار دارد.
دارای فضای باز و پارکینگ سرپوشیده. چندین کافه در اطراف یک آبنمای مرکزی بزرگ واقع شده‌است.

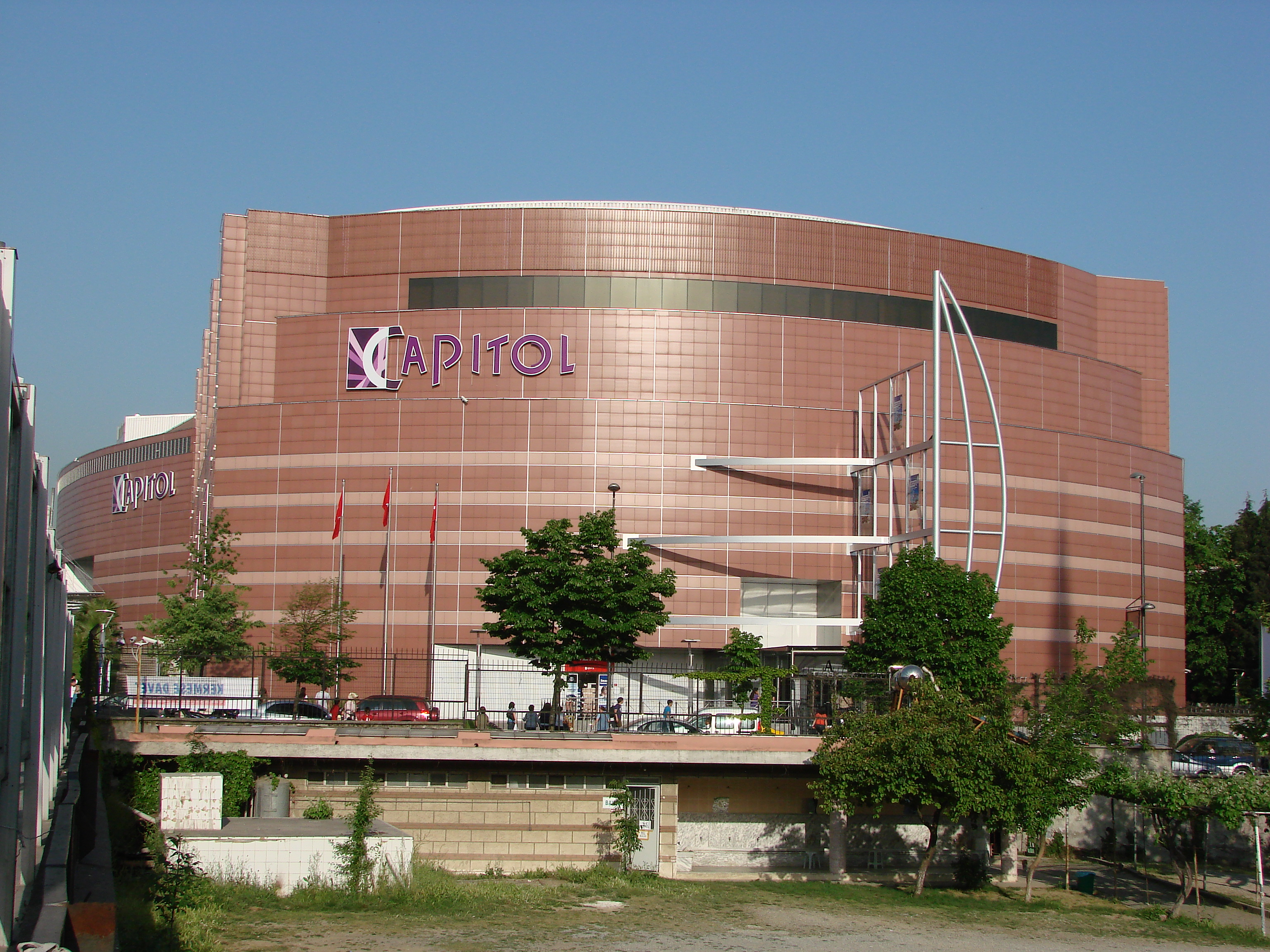
مرکز خرید کاپیتول

مرکز خرید کاپیتول یک سالن سینما نیز دارد که ۱۴ قسمت مختلف دارد. این یکی از بزرگ‌ترین و مدرن‌ترین سینماهای استانبول است.